# Andrejs Butriks
Andrejs Butriks (* 20. Dezember 1982 in Riga) ist ein ehemaliger lettischer Fußballspieler.

## Karriere

### Verein
Andrejs Butriks begann seine Profikarriere in der Spielzeit 2001 beim FK Ventspils in Lettland. Bei dem Verein aus der Hafenstadt Ventspils war er für insgesamt zehn Spielzeiten aktiv. Mit 65 Toren, die er in 200 absolvierten Ligaspielen erzielen konnte, war der als Stürmer agierende Butriks ein wichtiger Bestandteil des Klubs in den 2000er Jahren. Ab dem Jahr 2003 holte er mit der Mannschaft einige Titel, darunter den ersten Pokalsieg der Klubgeschichte im Jahr 2003, gefolgt von der ersten Meisterschaft 2006 und Baltic League 2010. Im Jahr 2010 war er für kurzzeitig nach Rumänien zu Ceahlăul Piatra Neamț verliehen, blieb dort allerdings ohne Einsatz. In der Saison 2011 war er beim FK Jūrmala-VV unter Vertrag, kam dort aber nur auf sporadische Einsatzzeiten. Von 2011 bis 2012 spielte er in Griechenland bei Anagennisi Epanomi in der gesamten Saison nur eine Ligapartie. Nach Ablauf des Vertrages beendete Butriks seine Karriere.

### Nationalmannschaft
Andrejs Butriks debütierte im Oktober 2007 für die Lettische Fußballnationalmannschaft in der Qualifikation für die anstehende Europameisterschaft in der Schweiz und Österreich im Spiel gegen Dänemark, als er für Vīts Rimkus eingewechselt wurde. Im folgenden Jahr kam er drei weitere Male zum Einsatz, darunter im Baltic Cup gegen die Auswahl aus Litauen. Mit Spielern wie Andris Vaņins, Vitālijs Astafjevs, Kaspars Gorkšs, Vīts Rimkus, Aleksejs Višņakovs und Aleksandrs Cauņa konnte er den insgesamt 20. Titel für sein Heimatland in diesem Wettbewerb gewinnen.

## Erfolge
mit dem FK Ventspils
- Lettischer Meister: 2006, 2007, 2008
- Lettischer Pokalsieger: 2003, 2004, 2005, 2007
- Baltic League: 2009/10

mit Lettland
- Baltic Cup: 2008